# Glenmoor
Glenmoor és una concentració de població designada pel cens dels Estats Units a l'estat d'Ohio. Segons el cens del 2000 tenia 2.192 habitants.

## Demografia
Segons el cens del 2000, Glenmoor tenia 2.192 habitants, 877 habitatges, i 637 famílies. La densitat de població era de 302,3 habitants/km².
Dels 877 habitatges en un 28,6% hi vivien nens de menys de 18 anys, en un 56,6% hi vivien parelles casades, en un 11,9% dones solteres, i en un 27,3% no eren unitats familiars. En el 22,8% dels habitatges hi vivien persones soles el 12,8% de les quals corresponia a persones de 65 anys o més que vivien soles. El nombre mitjà de persones vivint en cada habitatge era de 2,5 i el nombre mitjà de persones que vivien en cada família era de 2,92.
Per edats la població es repartia de la següent manera: un 23,6% tenia menys de 18 anys, un 6,3% entre 18 i 24, un 27,9% entre 25 i 44, un 24% de 45 a 60 i un 18,2% 65 anys o més.
L'edat mediana era de 41 anys. Per cada 100 dones de 18 o més anys hi havia 89,3 homes.
La renda mediana per habitatge era de 30.383 $ i la renda mediana per família de 36.667 $. Els homes tenien una renda mediana de 32.452 $ mentre que les dones 17.209 $. La renda per capita de la població era de 14.809 $. Aproximadament el 4,6% de les famílies i el 6,9% de la població estaven per davall del llindar de pobresa.

## Poblacions properes
El següent diagrama mostra les poblacions més properes.